# Mór Kóczán
Mór Kóczán, scris și Miklós Kovács, (n. 8 ianuarie 1885, Kocs, Districtul Tata, Komárom-Esztergom, Ungaria – d. 30 iulie 1972, Alsógöd⁠(d), Pesta, Ungaria) a fost un atlet ce a reprezentat Ungaria și Cehoslovacia, medaliat olimpic. A participat la 3 ediții ale Jocurilor Olimpice (1908, 1912, 1924) în care a câștigat o medalie de bronz în proba de aruncarea suliței.

## Palmares
| An                        | Competiție           | Locație                | Loc                  | Eveniment              | Note                 |
| Reprezentând Ungaria      | Reprezentând Ungaria | Reprezentând Ungaria   | Reprezentând Ungaria | Reprezentând Ungaria   | Reprezentând Ungaria |
| ------------------------- | -------------------- | ---------------------- | -------------------- | ---------------------- | -------------------- |
| 1908                      | Jocurile Olimpice    | Londra, Marea Britanie | LN                   | greutate               | RN                   |
| 1908                      | Jocurile Olimpice    | Londra, Marea Britanie | LN                   | disc                   | RN                   |
| 1908                      | Jocurile Olimpice    | Londra, Marea Britanie | LN                   | discul în stil grecesc | RN                   |
| 1908                      | Jocurile Olimpice    | Londra, Marea Britanie | LN                   | suliță în stil liber   | RN                   |
| 1912                      | Jocurile Olimpice    | Stockholm, Suedia      | 33                   | disc                   | 33,30                |
| 1912                      | Jocurile Olimpice    | Stockholm, Suedia      | 3                    | suliță                 | 55,50                |
| 1912                      | Jocurile Olimpice    | Stockholm, Suedia      | 12                   | suliță cu două mâini   | 86,39                |
| Reprezentând Cehoslovacia |                      |                        |                      |                        |                      |
| 1924                      | Jocurile Olimpice    | Paris, Franța          | 23                   | suliță                 | 48,39                |